# Hoy voy a cambiar
 (mai 2020).
Si vous disposez d'ouvrages ou d'articles de référence ou si vous connaissez des sites web de qualité traitant du thème abordé ici, merci de compléter l'article en donnant les références utiles à sa vérifiabilité et en les liant à la section « Notes et références ».
Hoy voy a cambiar  est une série télévisée biographique produite par Rubén Galindo et Santiago Galindo pour Televisa. 
C'est une version autorisée sur la vie de la chanteuse mexicaine Lupita d'Alessio. Elle met en vedette Gabriela Roel et Mariana Torres. Le tournage a débuté le 27 mars 2017. La série est diffusée entre le 21 août et le 17 septembre 2017 sur la chaîne Las Estrellas.

## Synopsis
Hoy voy a cambiar est une série biographique qui raconte l'histoire de la chanteuse mexicaine Lupita d'Alessio qui a défendu le mouvement féministe des années 70. 
De ses propres réflexions, nous connaîtrons[style à revoir] les événements qui l'ont menée à un déséquilibre total. Et nous nous rendrons compte que Lupita D'Alessio essayait en fait de se suicider[style à revoir].

## Distribution
- Gabriela Roel : Lupita D'Alessio (adulte)
- Mariana Torres : Lupita D'Alessio (jeune)
- Giovana Fuentes : Lupita D'Alessio (adolescent)
- Victoria Viera : Lupita D'Alessio (fille)
- Ferdinando Valence : Jorge Vargas
- Ari Telch : César Gómez
- Christian Ramos : Héctor Fregoso
- Alejandro Tommasi : Ernesto Alonso
- Issabela Camil : Esther Millán
- Eugenio Montessoro : Ignacio Nacho D'Alessio
- Fabián Moura : Cristian Rossen
- Carlos Speitzer : Fernando Valero
- Isadora González : Nuri
- Anna Ciocchetti : Fanny Schatz
- Axel Alcántara : Ernesto D'Alessio
- Joshua Gutiérrez : Jorge D'Alessio
- Paco Luna : César D'Alessio
- Raúl Olivo : Sabú
- Mauricio Castillo : Raúl Velasco
- Alex Trujillo : Julián
- Ruth Rosas : Maestra
- Gerardo Santínez : Ludopatía

## Épisodes
1. Yo no quería cantar
2. El paso hacía adelante hay que darlo siempre
3. Al público no hay que hacerlo esperar
4. Mi primer dolor
5. Tú y yo somos un equipo
6. Tu carrera o yo
7. El camino te eligió a ti
8. Te quiero fuera de mi vida
9. Más vale un buen arreglo, que un mal plan
10. Me asfixias
11. Cómo pudiste hacerme esto
12. Mírate nada más
13. ¿Quieres terminar como yo ?
14. De mí te vas a acordar
15. No quiero volver a saber de ti
16. Esa sombra que no te deja ser tu misma
17. Nadie tiene la vida comprada
18. Te lo advertí
19. La vida es corta y todo lo soporta
20. Caída libre
21. Yo sigo aqui

## Production
Le scénario de la série est écrit par Rubén Galindo, qui l'a basé sur 14 heures d'entretiens avec Lupita D'Alessio et ses enfants.